# میانگین اسپایک محور
میانگین اسپایک محور (STA) یک ابزار برای توصیف ویژگی‌های پاسخ یک نورون با استفاده از اسپایک‌های منتشر شده در پاسخ به یک محرک متغیر در زمان است. STA برآوردی از میدان تأثیر خطی یک نورون فراهم می‌کند. این روش یک روش کاربردی برای تجزیه و تحلیل داده‌های الکتروفیزیولوژیک است.
از دید ریاضی، STA متوسط محرک قبل از اسپایک است. برای محاسبه STA محرک در پنجره زمانی خاصی قبل از هر اسپایک استخراج شده و سپس (بر مبنای زمان هر اسپایک) محرک‌ها میانگیری می‌شوند (نگاه کنید به نمودار). STA فقط در حالتی یک برآورد بی طرفانه از میدان تأثیر یک نورون فراهم می‌کند که محرک‌ها توزیع کروی متقارن داشته باشند (به عنوان مثال نویز گوسی سفید).